# Frimann Falck Clausen

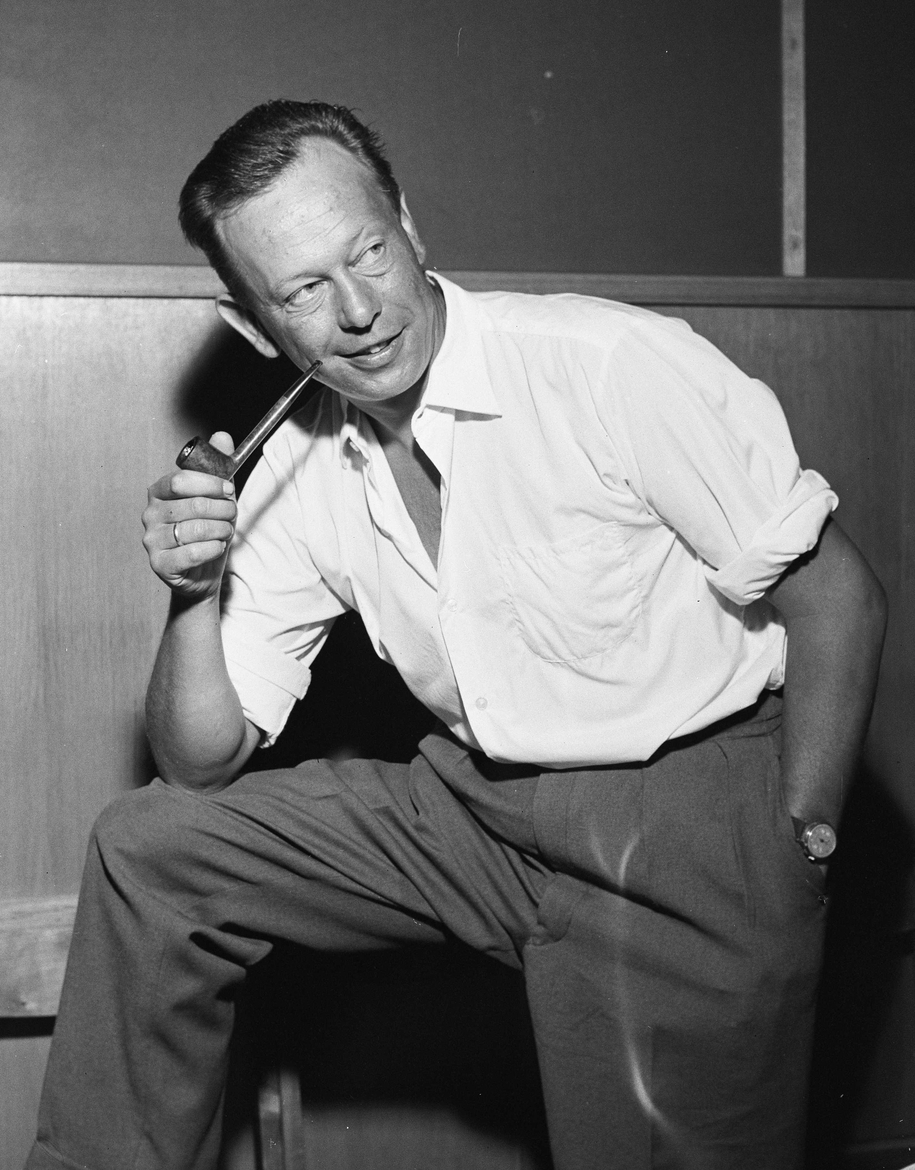
Frimann Falck Clausen, 1959

Frimann Falck Clausen (* 15. Februar 1921 in Norwegen; † 23. März 1983 ebenda) war ein norwegischer Schauspieler und Synchronsprecher.

## Leben
Clausen war an mehreren norwegischen Theaterhäusern beschäftigt und trat so unter anderem am Det Norske Teatret und Oslo Nye Teater sowie am Nationaltheatret in Oslo auf.
Weiterhin wirkte er in mehreren Filmen und Fernsehserien als Schauspieler mit. Clausen hatte in Norwegen seine bekannteste Rolle im Film 1978 als Lastwagenfahrer Hjul in der Kinderserie Jul i Skomakergata. Weitere bekannte Auftritte hatte er 1974 in der norwegischen Filmkomödie 1974 Bør Børson Jr. als Torsøien und 1966 in dem Spielfilm Hunger sowie 1970 in Tag im Leben des Iwan Denissowitsch. Clausen trat auch regelmäßig im norwegischen Fernsehtheater (Fjernsynsteater) auf. Des Weiteren war Clausen als Synchronsprecher in Trickfilmen tätig, so sprach er unter anderem die norwegische Stimme zu Bruder Tuck in Robin Hood.
Clausen war mit der Schauspielerin Anne-Lise Tangstad (1935–1981) verheiratet.

## Filmografie
- 1951: Ukjent mann
- 1965: Vaktpostene
- 1966: Reisen til havet
- 1966: Hunger (Sult)
- 1966: Nederlaget (Fernsehtheater)
- 1968: Smuglere
- 1968: Rommet (Fernsehtheater)
- 1969: Huset på grensen
- 1970: Balladen om mestertyven Ole Høiland
- 1970: Tag im Leben des Iwan Denissowitsch (One Day in the Life of Ivan Denisovich)
- 1970: Døden i gatene
- 1972: Fleksnes – Blodgiveren (Fernsehserie)
- 1972: Lukket avdeling
- 1973: Brannen
- 1974: Fleksnes – Det går alltid et tog (Fernsehserie)
- 1974: Ungen (Doktor)
- 1974: Bobbys Krieg (Bobbys krig)
- 1974: Bør Børson Jr.
- 1975: Die Uhr läuft ab (Ransom)
- 1976: Bør Børson II
- 1977: Solospill (Fernsehserie)
- 1977: Karjolsteinen
- 1979: Jul i Skomakergata (Fernsehserie)